# Toxicodendron quercifolium
Toxicodendron quercifolium là một loài thực vật có hoa trong họ Đào lộn hột. Loài này được (Michx.) Greene miêu tả khoa học đầu tiên năm 1905.